# Logiciel de découpage en tranches

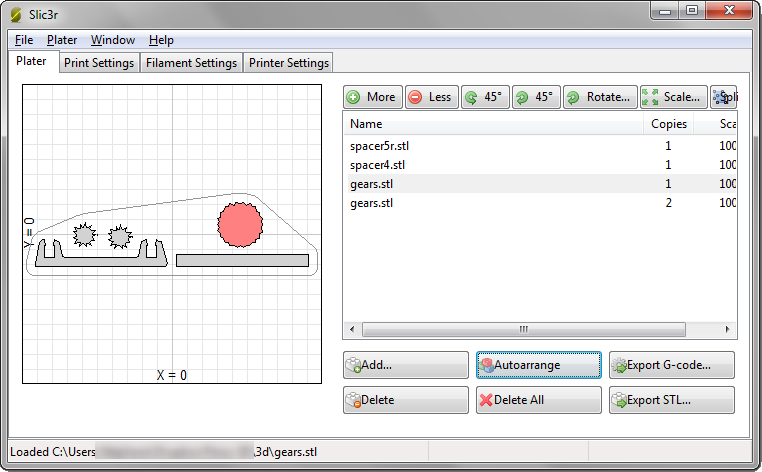
Copie d'écran du logiciel Slic3r.

Le slicer, également appelé logiciel de découpage en tranches, est un logiciel utilisé dans la majorité des processus d'impression 3D pour la conversion d'un modèle d'objet 3D en instructions spécifiques pour l'imprimante.  En particulier, la conversion d'un modèle au format STL en commandes d'imprimante au format g-code dans la fabrication de filaments fondus et d'autres processus similaires ,,,,.

## Liste de logiciels
- Ultimaker Cura
- Slic3r
- PrusaSlicer
- SuperSlicer
- Simplify3d
- ChopChop3D